# Alex Tal
Alex Tal (hebrejsky: אלכס טל; narozen 1946) je penzionovaný izraelský generál, který v letech 1992 až 1996 zastával pozici velitele Izraelského vojenského námořnictva.

## Biografie
Narodil se v Sovětském svazu a v roce 1964 podnikl aliju do Izraele, kde vstoupil do vojenského námořnictva. Po výcviku sloužil na vůbec prvním raketovém člunu, které izraelské námořnictvo získalo. Rovněž se zúčastnil tzv. Cherbourského projektu (únos pětice člunů blokovaných embargem v Cherbourgu). Během jomkipurské války se, jako kapitán jednoho z raketových člunů zúčastnil bitvy u Latakije. Po válce pokračoval ve službě v námořnictvu. Mezi pozice, které zastával patřil velitel flotily raketových člunů a vojenský attaché v Chile.
V roce 1996 byl povýšen do hodnosti generálmajora (aluf) a stal se velitelem izraelského námořnictva. Pod Talovým vedením byly nalezeny trosky izraelské ponorky INS Dakar, která se ztratila v roce 1968 během plavby ze Spojeného království do Izraele. V roce 2000 skončilo Talovo funkční období v této funkci, a poté odešel z armády.
Má vysokoškolské magisterské vzdělání v oboru ekonomie na Bar-Ilanově univerzitě a v oboru geografie na Haifské univerzitě.